# Lijst van musea in Drenthe
Dit is een lijst van musea in Drenthe. 

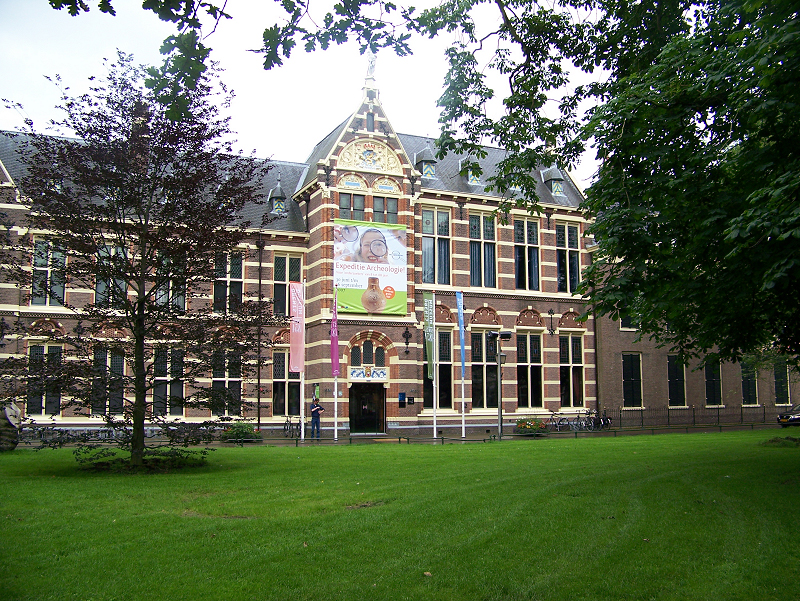
Assen, Drents Museum

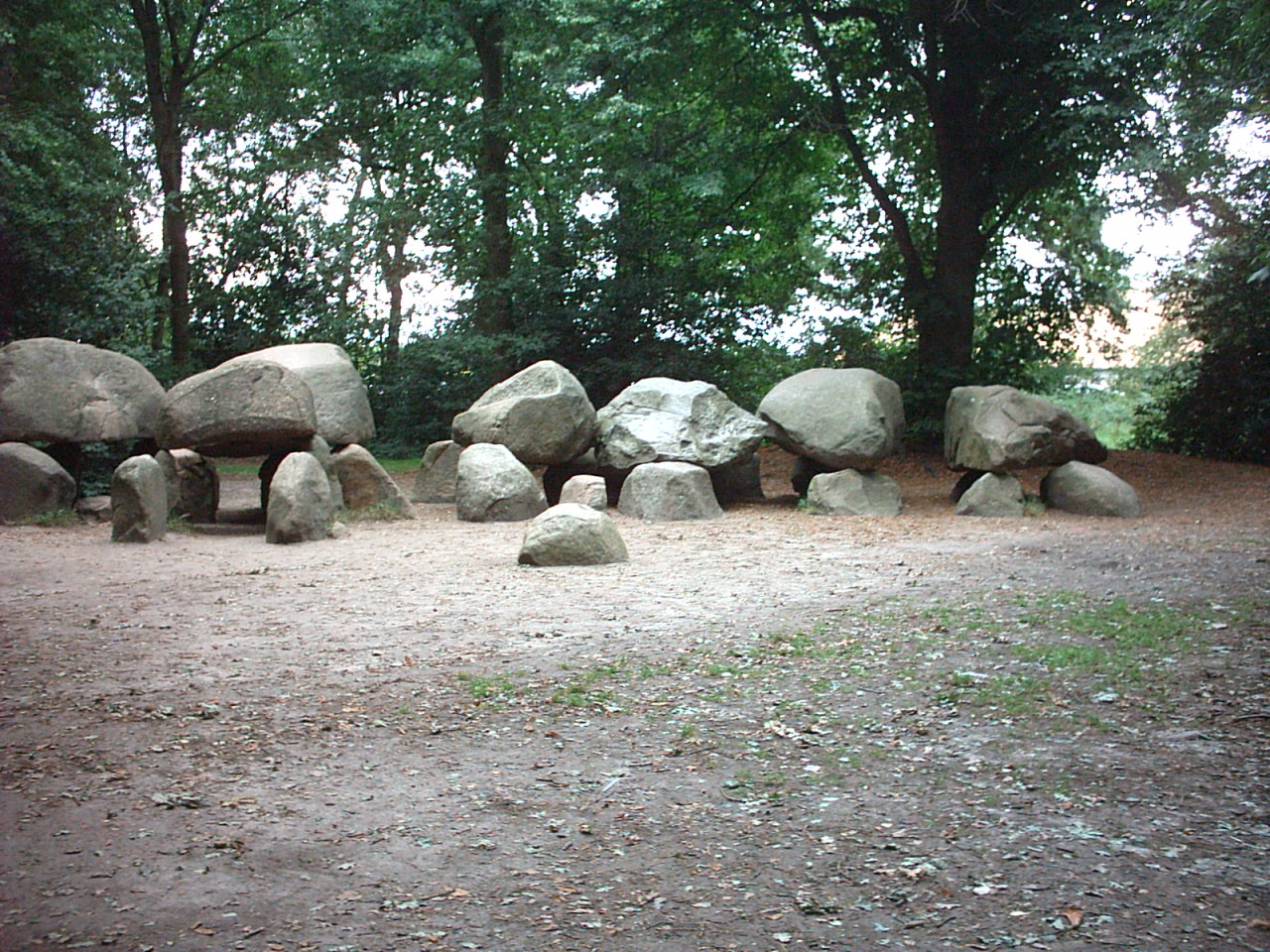
Borger, Hunebed bij Centrum

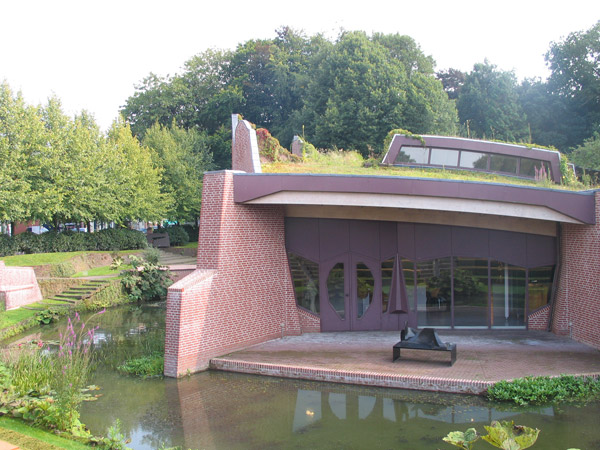
Eelde, Museum de Buitenplaats

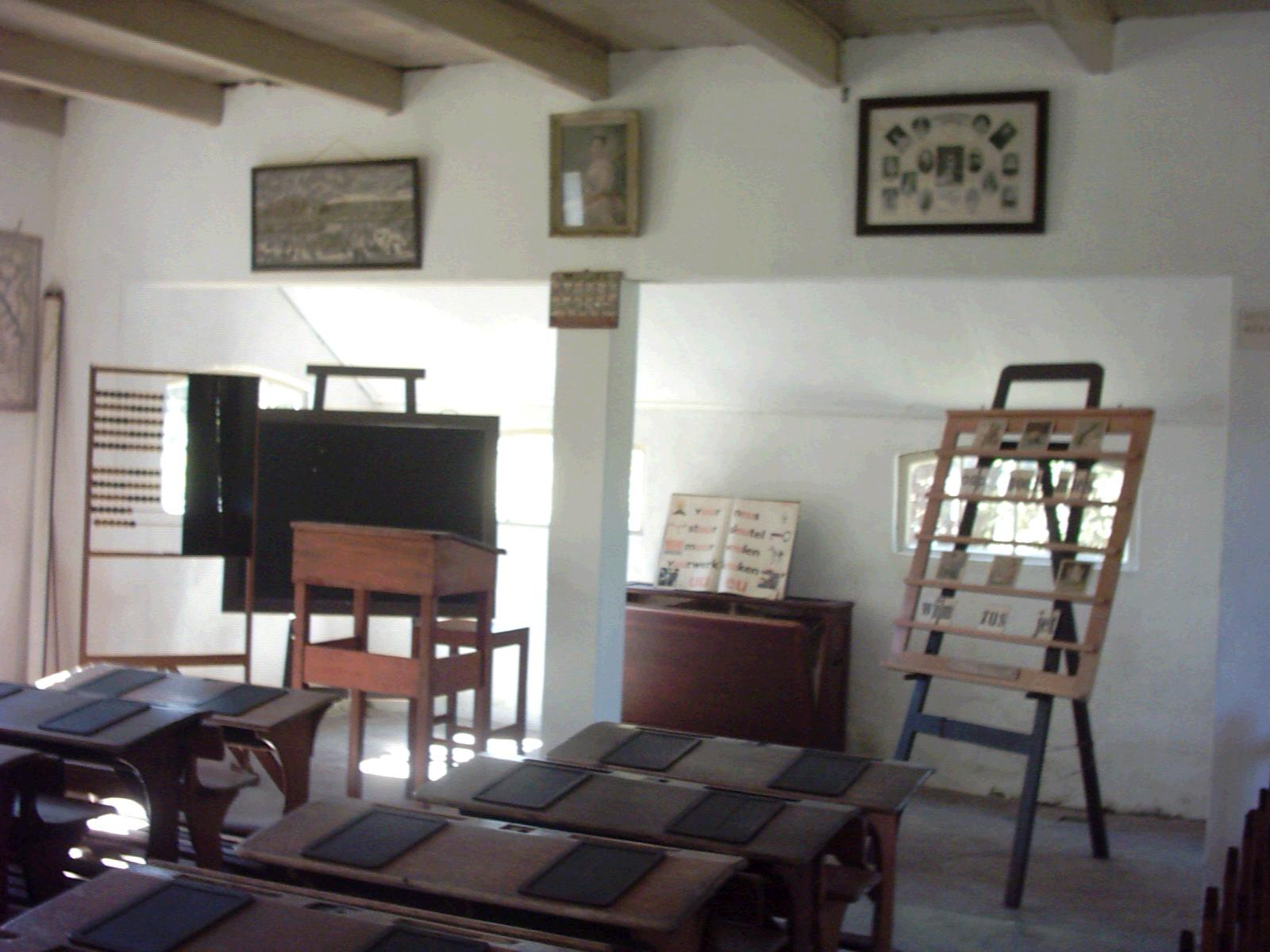
Schoonoord, Ellert en Brammertmuseum

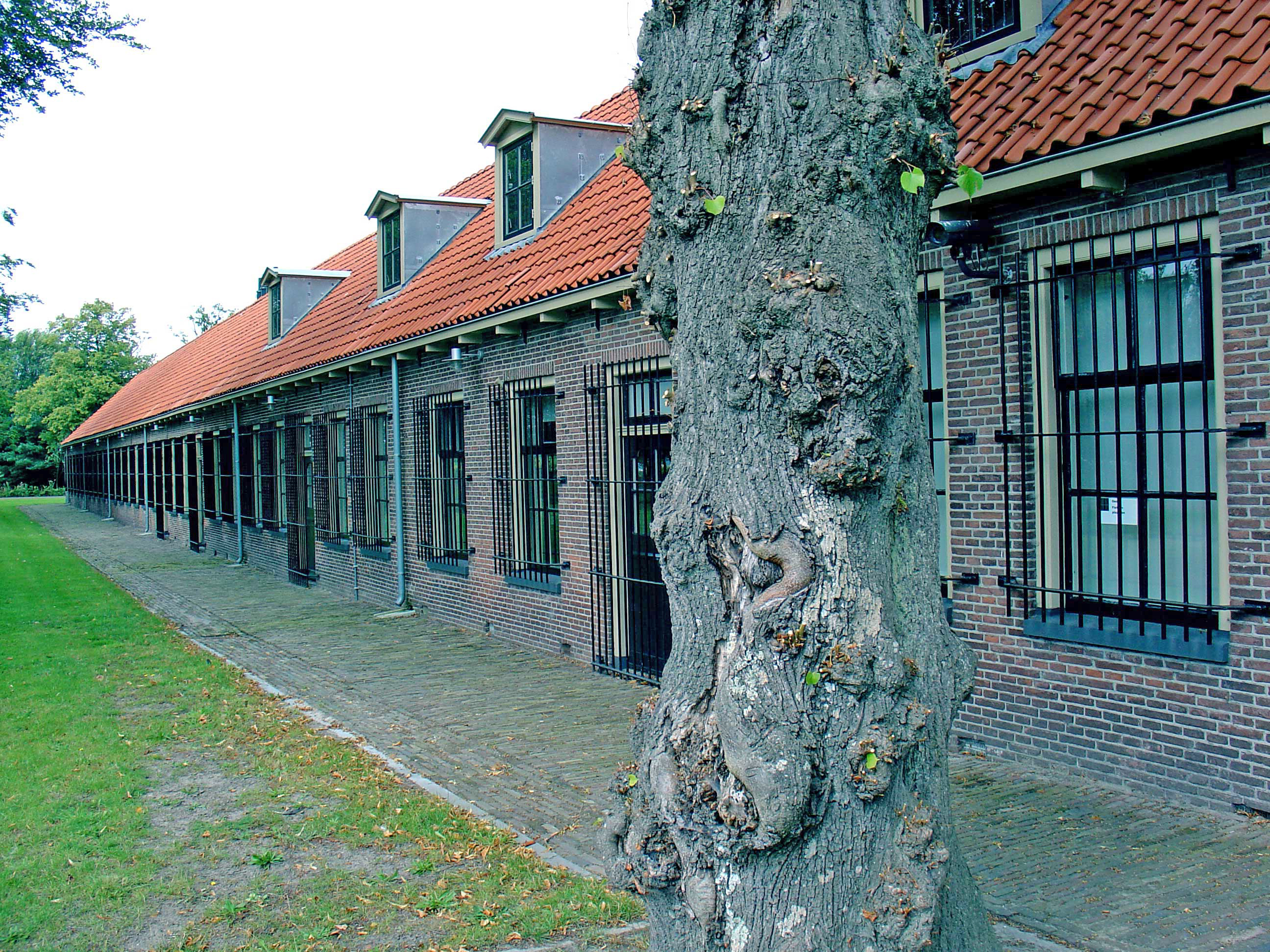
Veenhuizen Gevangenismuseum

## Musea

### Assen
- Draaiorgelmuseum
- Drents Museum
- Stedelijk Museum voor Hedendaagse Kunst
- Stoottroepenmuseum

### Barger-Compascuum
- Veenpark, openluchtmuseum met nagebouwde huizen dat gericht is op de tijd van de veenontginning
- Harmonium Museum Nederland (2001-2024)

### Beilen
- Oudheidkamer Beilen

### Borger
- Hunebedcentrum

### Coevorden
- Stedelijk Museum

### Diever
- OERmuseum West-Drenthe

### Drouwen
- Expositieboerderij Versteend Leven

### Dwingeloo
- Planetron (in 2015 gesloten)
- Steentijdmuseum Terre Merveille

### Eelde
- Museum De Buitenplaats
- Internationaal Klompenmuseum
- Museum Vosbergen

### Eext
- Dorpsmuseum De Kluis

### Emmen
- Museum of Contemporary Tibetan Art, met hedendaagse Tibetaanse kunst
- Ergens in Nederland 1939-1945, over de mobilisatie en de Tweede Wereldoorlog
- Nabershof, museumboerderij met folkloristische dans en muziek in klederdracht
- Zuivelfabriek en korenmalerij Noordbarge
- AGA Museum, technisch museum
- FC Emmen Museum in het stadion De JENS Vesting
- Biochron, natuurhistorisch museum in het dierenpark.

### Emmer-Erfscheidenveen
- De Woonboot van Nelis en Leentje

### Erica
- Industrieel Smalspoor Museum

### Exloo
- Bebinghehoes (opgeheven)

### Frederiksoord
- Klokkenmuseum Frederiksoord
- Museum De Koloniehof

### Gasselternijveenschemond
- Accordeonmuseum Harte Meijer

### Grolloo
- C+B Museum (Cuby + Blizzards)

### Hoogeveen
- Museum De 5000 Morgen

### Hooghalen
- Nabij: Voormalig Kamp Westerbork
- Nabij: Radiosterrenwacht Westerbork (ook Radiosterrenwacht Zwiggelte genaamd)

### Koekange
- Landgoed Welgelegen

### Kolderveen
- KiK, Kunst in Kolderveen

### Meppel
- Drukkerijmuseum
- Kunsthuis Secretarie
- Frensenhoes

### Nieuw-Amsterdam
- Van Gogh Huis

### Nieuw-Buinen
- Royal Goedewaagen

### Nieuw-Dordrecht
- Museum Collectie Brands

### Nieuw-Roden
- Kunstpaviljoen
- Landskeuken-Culinair Historisch Museum

### Orvelte
- Museumdorp Orvelte
- AppleMuseum
- Jan Kruis Museum

### Roden
- Speelgoedmuseum Kinderwereld
- Scheepstra Kabinet
- Landgoed Mensinge

### Roderwolde
- Olie- en Korenmolen Woldzigt

### Rolde
- Streekmuseum Het Dorp van Bartje

### Ruinen
- Museumboerderij Pasmans Huus

### Ruinerwold
- Museumboerderij de Karstenhoeve

### Schoonebeek
- Zwaantje Hans-Stokman's Hof, cultuurhistorisch museum en zandstrooiboerderij, met een expositie over oliewinning

### Schoonoord
- Ellert en Brammertmuseum
- Motor & Brommer Museum

### Tweede Exloërmond
- Museum Restauratie Atelier de Poffer

### Valthermond
- Tractor en Werktuigen Museum Jan Drenthe
- Cultuurhistorische Waarden in de Drentse Veenkoloniën

### Veenhuizen
- Gevangenismuseum
- Kaasmakerij Kaaslust

### Vledder
- Miramar Zeemuseum
- Museums Vledder

### Vries
- Klokkengieterijmuseum

### Weiteveen
- Veenloopcentrum, over het Bargerveen

### Westerbork
- Museum van Papierknipkunst
- zie ook: Voormalig Kamp Westerbork (nabij Hooghalen)

### De Wijk
- Museum 't Olde Striekiezer
- Draaiorgelmuseum Folkloreklanken (2008-2012, opgeheven)

### Zandpol
- Museum Meringa (2004-2024), cultuurhistorisch en landbouwmuseum

### Zuidlaren
- Museummolen De Wachter

### Zuidwolde
- Handkarrenmuseum De Wemme